# Roman Jeremin
Roman Jeremin (russisch Роман Еремин; englisch Roman Yeremin; * 14. Januar 1997 in Balkaschino, Gebiet Aqmola) ist ein kasachischer Biathlet.

## Karriere
Roman Jeremin debütierte international bei Biathlon-Juniorenweltmeisterschaften. 2014 erreichte er in Presque Isle die Ränge 37 im Einzel, wurde Siebter im Sprint und 18. der Verfolgung. Mit Wladislaw Miropolski und Wladislaw Witenko im Staffelrennen gegen Finnland als Viertplatzierter um weniger als zehn Sekunden eine Medaille. Ein Jahr später wurde er in Minsk 12. im Einzel, 17. im Sprint, 29. in der Verfolgung und 14. mit der Staffel. Bei den Biathlon-Europameisterschaften 2015 in Otepää wurde Jeremin kurz zuvor 42. des Einzels, 54. des Sprint und 50. der Verfolgung. Für das Staffelrennen wurde er in die A-Staffel Kasachstans berufen. Mit Jan Sawizki, Anton Pantow und Viktor Porfiryanu erreichte er als Schlussläufer den achten Rang.

## Statistiken

### Weltcupplatzierungen
Die Tabelle zeigt alle Platzierungen (je nach Austragungsjahr einschließlich Olympische Spiele und Weltmeisterschaften).
- 1.–3. Platz: Anzahl der Podiumsplatzierungen
- Top 10: Anzahl der Platzierungen unter den ersten zehn (einschließlich Podium)
- Punkteränge: Anzahl der Platzierungen innerhalb der Punkteränge (einschließlich Podium und Top 10)
- Starts: Anzahl gelaufener Rennen in der jeweiligen Disziplin
- Staffel: inklusive Mixed- und Single-Mixed-Staffeln

| Platzierung              | Einzel | Sprint | Verfolgung | Massenstart | Staffel | Gesamt |
| ------------------------ | ------ | ------ | ---------- | ----------- | ------- | ------ |
| 1. Platz                 |        |        |            |             |         |        |
| 2. Platz                 |        |        |            |             |         |        |
| 3. Platz                 |        |        |            |             |         |        |
| Top 10                   |        |        |            |             |         |        |
| Punkteränge              | 1      | 7      | 1          |             | 16      | 25     |
| Starts                   | 5      | 23     | 8          |             | 16      | 52     |
| Stand: 31. Dezember 2021 |        |        |            |             |         |        |

### Olympische Winterspiele
Ergebnisse bei Olympischen Winterspielen:
|                                             | Einzelwettbewerbe | Einzelwettbewerbe | Einzelwettbewerbe | Einzelwettbewerbe | Staffelwettbewerbe | Staffelwettbewerbe |
| Sprint                                      | Verfolgung        | Einzel            | Massenstart       | Herrenstaffel     | Mixedstaffel       |                    |
| ------------------------------------------- | ----------------- | ----------------- | ----------------- | ----------------- | ------------------ | ------------------ |
| Olympische Winterspiele 2018 \| Pyeongchang | 43.               | 52.               | –                 | –                 | 17.                | 18.                |